# The Lily (film)
The Lily is een Amerikaanse dramafilm uit 1926 onder regie van Victor Schertzinger. Het scenario is gebaseerd op het toneelstuk Le Lys (1908) van de Franse auteurs Gaston Leroux en Pierre Wolff.

## Verhaal
Odette moet al haar dromen opgeven om te zorgen voor haar onverantwoordelijke vader. Haar jongere zus Christiane brengt alleen maar schande over de familie. Uiteindelijk vindt ze liefde bij een advocaat, die haar al jarenlang op een afstand bewondert.

## Rolverdeling
| Acteur              | Personage          |
| ------------------- | ------------------ |
| Belle Bennett       | Odette             |
| Ian Keith           | George Arnaud      |
| Reata Hoyt          | Christiane         |
| Barry Norton        | Max de Maigny      |
| John St. Polis      | Graaf de Maigny    |
| Richard Tucker      | Huzar              |
| Gertrude Short      | Lucie Plock        |
| James A. Marcus     | Emile Plock        |
| Lydia Yeamans Titus | Huishoudster       |
| Tom Ricketts        | Jean               |
| Vera Lewis          | Mevrouw Arnaud sr. |
| Betty Francisco     | Mevrouw Arnaud jr. |
| Carmelita Geraghty  | Minnares           |
| Rosa Rudami         |                    |